# Amata yezonis
Amata yezonis är en fjärilsart som beskrevs av Embrik Strand 1917. Amata yezonis ingår i släktet Amata och familjen björnspinnare. Inga underarter finns listade i Catalogue of Life.